# Alton, Illinois
Alton là một thành phố thuộc quận Madison, tiểu bang Illinois, Hoa Kỳ. Năm 2010, dân số của thành phố này là 27865 người.
Đây là một phần của khu vực Metro-East của vùng đại đô thin St Louis. Nó nổi tiếng với những vách núi đá vôi dọc theo sông phía bắc của thành phố, vì vai trò của nó trước và trong cuộc Nội chiến Hoa Kỳ, và là quê hương của nhạc sĩ nhạc jazz Miles Davis và Robert Wadlow, người được biết đến nhiều nhất trong lịch sử. Đây là nơi diễn ra cuộc tranh luận cuối cùng của Abraham Lincoln và Stephen Douglas vào tháng 10 năm 1858. Nhà tù trước đây của bang này đã được sử dụng trong chiến tranh để chứa 12.000 tù binh Liên minh.

## Dân số
Dân số qua các năm:
- Năm 2000: 30496 người.
- Năm 2010: 27865 người.